# Esténos
Esténos ist eine französische Gemeinde mit 193 Einwohnern (Stand 1. Januar 2022) im Département Haute-Garonne in der Region Okzitanien (zuvor Midi-Pyrénées). Die Einwohner werden Esténossiens bezeichnet.

## Nachbargemeinden
Umgeben wird Esténos von den fünf Nachbargemeinden:
|       | Saléchan                                    | Fronsac |
| Thèbe | Kompassrose, die auf Nachbargemeinden zeigt | Chaum   |
|       | Cierp-Gaud                                  |         |

## Geschichte
Der Ort wird erstmals 1140 als Astanos genannt.

## Bevölkerungsentwicklung
| Jahr                       | 1962 | 1968 | 1975 | 1982 | 1990 | 1999 | 2009 | 2017 | 2019 |
| -------------------------- | ---- | ---- | ---- | ---- | ---- | ---- | ---- | ---- | ---- |
| Einwohner                  | 172  | 225  | 228  | 193  | 175  | 167  | 179  | 187  | 191  |
| Quellen: Cassini und INSEE |      |      |      |      |      |      |      |      |      |

## Sehenswürdigkeiten

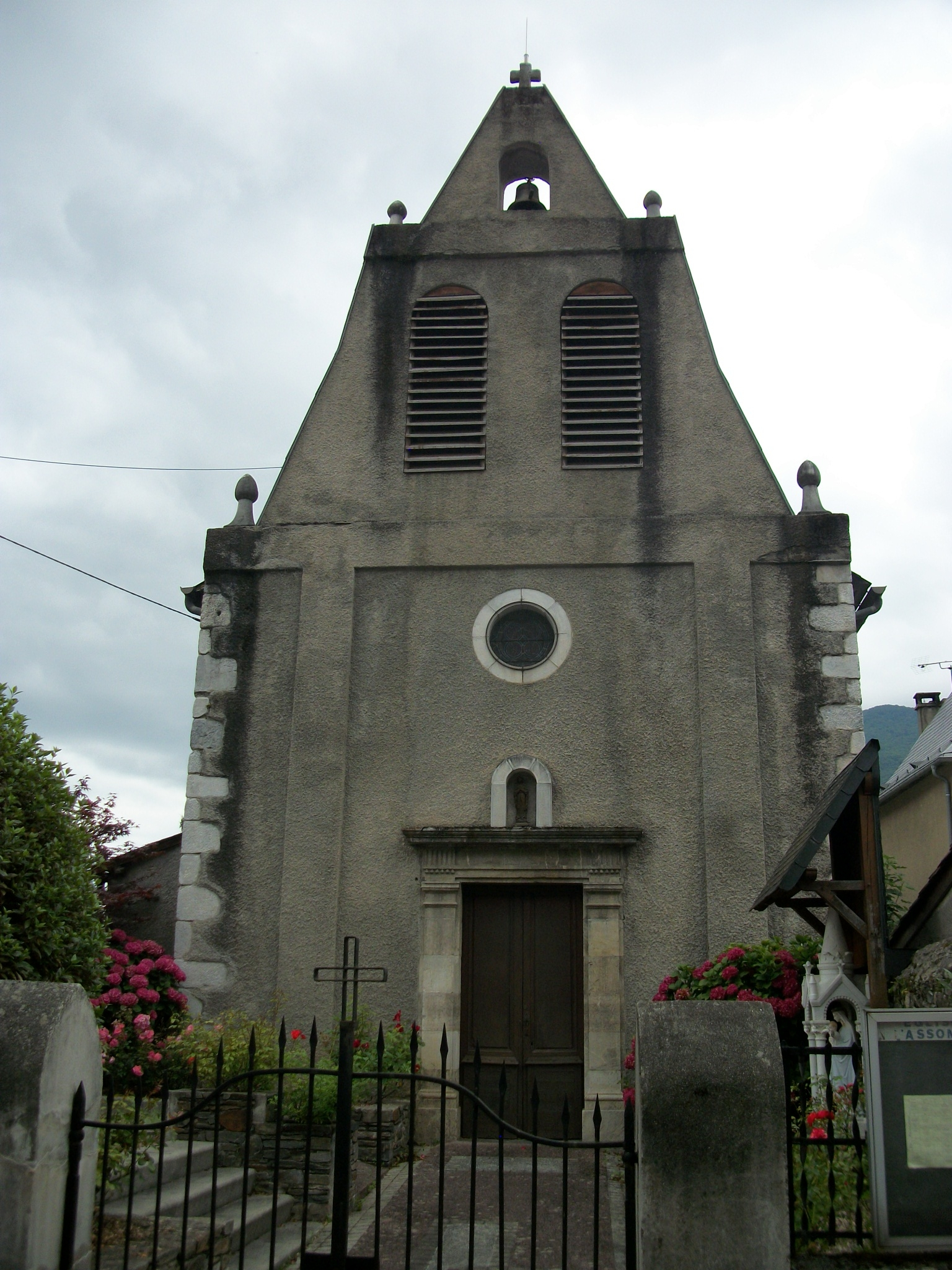
Kirche in Esténos

- Himmelfahrts-Kirche